# Mote
Mote é o verso ou conjunto de versos que é utilizado como desafio poético, para criação de uma composição poética como a glosa ou o vilancico.
O mote repete-se e faz parte da composição que lhe responde,
Composto por um ou mais versos (frequentemente dois versos), pode aparecer em posições diferentes na estrofe de resposta.

## Exemplos
Neste poema do poeta popular Calafate pode ver-se um bom exemplo da aplicação do mote.
Neste outro caso vemos o mote aparecendo em posições diferentes nas estrofes da glosa.